# ان‌جی‌سی ۵۹۵
ان‌جی‌سی ۵۹۵ یا NGC 595 یک سحابی در کهکشان سه‌سو است که توسط هنریش لودیگ دآرست (به انگلیسی: Heinrich Ludwig d'Arrest) در ۱ اکتبر ۱۸۶۴ کشف شد.